# Ader Éole

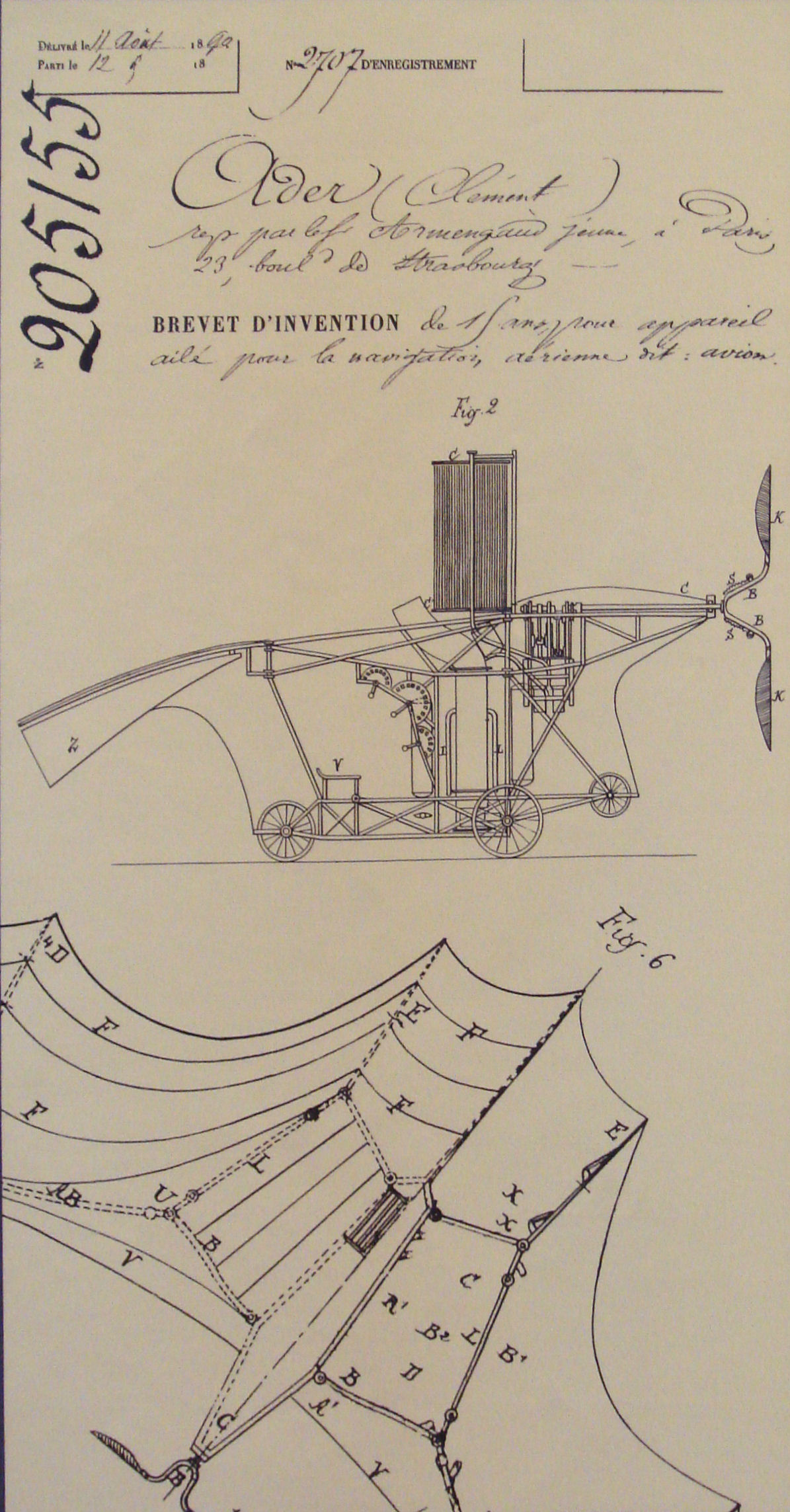
Desenhos para solicitação de patente do Éole.

O Ader Éole (também conhecido como Avion) foi o resultado da tentativa de Clément Ader de criar um avião entre 1886 e 1890, e batizado em homenagem ao "senhor dos ventos", Éolo.

## Projeto e desenvolvimento
Diferente das muitas "máquinas voadoras" da época, o Éole não tentava levantar voo usando o movimento de "bater asas", em vez disso, se baseava na sustentação gerada pelas suas asas quando se movia para a frente. Com as asas lembrando uma cópia mecânica das asas de um morcego, o seu motor a vapor era um desenho inusitado e leve impulsionando uma hélice na frente da aeronave, mas não possuía nenhum controle para manter a direção do voo.
Em 8 de Outubro de 1890, a máquina efetuou um voo curto de cerca de 50 m no Chateau d'Armainvilliers em Brie. Ele se elevou a apenas 20 cm. A relação peso-potência muito ineficiente do motor a vapor e condições climáticas desfavoráveis provavelmente contribuíram para a baixa altura de voo conseguida. Mais tarde, Ader afirmou ter voado o Éole novamente em Setembro de 1891, dessa vez a uma distância de 100 m, mas essa afirmação não foi comprovada.
Alguns consideram o Éole como tendo sido o primeiro avião real, visto que ele levantava voo pelos seus próprios meios levando uma pessoa por uma curta distância, e que o evento de 8 de Outubro de 1890 foi, de fato, o primeiro voo bem sucedido. No entanto, a falta de controles direcionais, e o fato de que a propulsão a vapor se mostrou inviável, pesaram contra essa revindicação. Os partidários de Ader questionaram o fato de que as primeiras aeronaves dos Wright necessitavam de meios externos para decolar: inicialmente trilhos em declive contra ventos fortes e mais tarde uma catapulta.
Tentativas modernas de recriar e avaliar a aeronave tiveram resultados diversos. Uma réplica em tamanho real construída em 1990 na École Centrale Paris, caiu em seu primeiro voo machucando o piloto, o que levou ao encerramento dos testes. Modelos em escala no entanto, foram voados com sucesso.

## Especificação
- Características gerais:
  - Tripulação: um
  - Comprimento: 6,5 m
  - Envergadura: 14 m
  - Altura: ? m
  - Área da asa: 28 m²
  - Peso vazio: 226 kg
  - Peso na decolagem: 330 kg

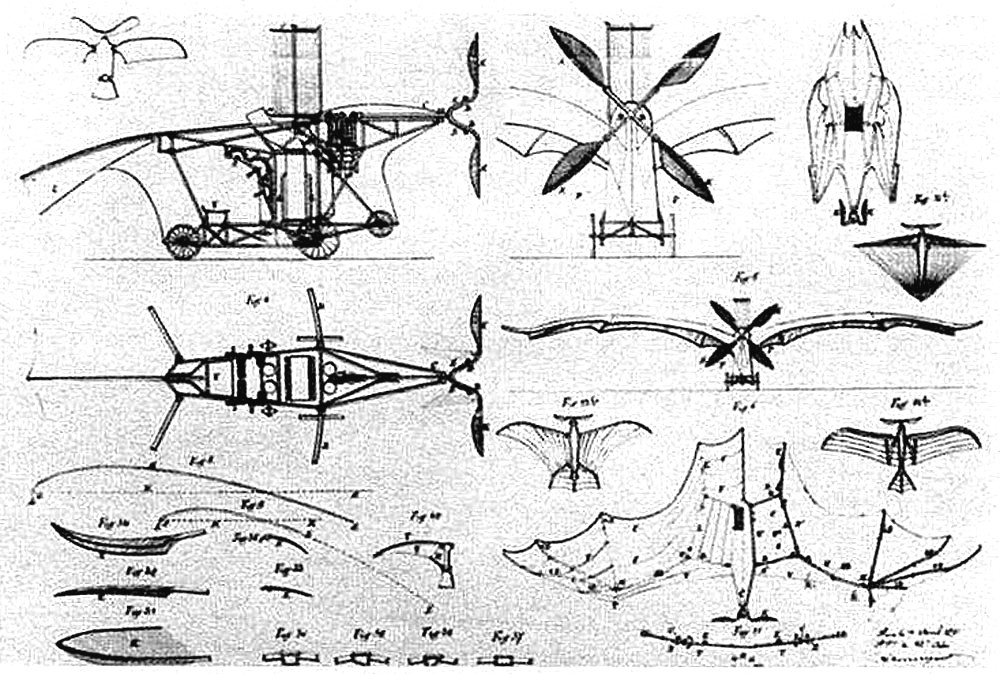
Diagramas da patente do Eole.

  - Motor: 2 x Ader a vapor de álcool, 15 hp
  - Hélice: 2 x Ader de 4 lâminas

- Performance:
  - Velocidade máxima: 58 km/h
  - Carga alar: 8 kg/m²
  - Peso/potência: 50 W/kg